# Milton Sperling
Milton Sperling (* 6. Juli 1912 in New York City; † 26. August 1988 in Los Angeles, Kalifornien) war ein US-amerikanischer Drehbuchautor und Filmproduzent. 

## Leben
Sperling begann seine Tätigkeit im Filmgeschäft als Laufjunge und Expedient für die Paramount Studios in den Long Island City. Nach seinem Umzug nach Hollywood war er als Sekretär für Darryl F. Zanuck und Hal B. Wallis tätig. 1936 verfasste er für Sing, Baby, Sing sein erstes Drehbuch. Ab 1941 war er auch als Filmproduzent tätig. 
Während des Zweiten Weltkriegs diente er im United States Marine Corps. Nach dem Kriege gründete er mit United States Pictures seine eigene Filmproduktionsfirma.
Für das Drehbuch zu Verdammt zum Schweigen waren er und sein Kollege Emmet Lavery 1956 für den Oscar in der Kategorie Bestes Originaldrehbuch nominiert. 
Ab 1977 wandte er sich der Produktion von Fernsehfilmen zu. Sein letzter Film war Dead and White aus dem Jahr 1987. 
Sperling war verheiratet und Vater von vier Kindern.

## Filmografie (Auswahl)

### Als Produzent
- 1934: Das Rätsel von Monte Christo (The Count of Monte Cristo) (Produktionsassistent)
- 1941: Adoptiertes Glück (Sun Valley Serenade)
- 1941: I Wake Up Screaming
- 1943: Crash Dive
- 1943: Hello, Frisco, Hello
- 1945: To the Shores of Iwo Jima (Kurzfilm)
- 1946: Im Geheimdienst (Cloak and Dagger)
- 1947: Verfolgt (Pursued)
- 1949: Konterbande (South of St. Louis)
- 1950: Frauengeheimnis (Three Secrets)
- 1951: Der Tiger (The Enforcer)
- 1951: Die Teufelsbrigade (Distant Drums)
- 1952: Feuerschutz für Stoßtrupp Berta (Retreat, Hell!) (auch Drehbuch)
- 1953: Wilde Glut (Blowing Wild)
- 1955: Verdammt zum Schweigen (The Court-Martial of Billy Mitchell)
- 1958: Die Liebe der Marjorie Morningstar (Marjorie Morningstar)
- 1959: J.D., der Killer (The Rise and Fall of Legs Diamond)
- 1960: Vor Hausfreunden wird gewarnt (The Grass is Greener)
- 1965: Die letzte Schlacht (Battle of the Bulge)
- 1971: Captain Apache
- 1987: Dead and White (Shattered Innocence)

### Als Drehbuchautor
- 1936: Sing, Baby, Sing
- 1937: Hoheit flirtet (Thin Ice)
- 1955: Verdammt zum Schweigen (The Court-Martial of Billy Mitchell)
- 1960: Jeder zahlt für seine Schuld (The Bramble Bush)
- 1962: Durchbruch auf Befehl (Merrill's Marauders)
- 1965: Die letzte Schlacht
- 1971: Captain Apache